# The Spangled Mob
The Spangled Mob é uma organização criminal fictícia existente no livro Diamonds Are Forever, do escritor britânico Ian Fleming, quarto da série sobre o espião inglês James Bond, o agente 007 do MI-6 britânico, publicado em 1956. Quando da transposição para as telas da história do livro, no filme 007 - Os Diamantes São Eternos (1971), a organização não foi mencionada, apenas três de seus integrantes, sendo conhecida apenas na literatura original de Fleming.
A organização foi fundada pelos irmãos americanos Jack e Seraffimo Spang. Seu objetivo é controlar o tráfico internacional de diamantes das minas de Serra Leoa para os Estados Unidos e Reino Unido. Ao final da aventura, ela é destruída por James Bond, após a morte dos irmãos.
Seus principais integrantes são:
- Jack e Seraffimo Spang – os dois irmãos chefes. Jack, o mais velho, dá as ordens aos capangas no campo de ação enquanto Seraffimo, o mais novo, dirige as operações do quartel-general do bando, um hotel-cassino em Las Vegas, do qual ele se intitula diretor. Os dois irmãos acabam mortos por James Bond, um numa queda de helicóptero e outro num descarrilamento de trem, desmantelando a organização.
- Tiffany Case – principal executora das ordens dos irmãos e única membro feminina do grupo. Ela acaba se apaixonando por Bond e é também a principal figura feminina do filme.
- Mr. Wint e Mr. Kidd – principais capangas da organização, seus primeiros nomes são Albert e Charles. São homossexuais, o que é sugerido no filme.
- Jack Strap – capanga que após o fim do grupo passa a trabalhar posteriormente para Auric Goldfinger. É morto pelo chefe após falhar no assassinato de Bond.
- Francisco Scaramanga – ex-integrante da organização que trabalha para Cuba com Fidel Castro. Conhecido como O Homem da Pistola de Ouro, é morto por Bond num duelo posterior numa aventura própria.